# Jörg Schmid von Leubas
Jörg Schmid von Leubas (genannt Knopf von Leubas; * um 1480 in Leubas (heute zu Kempten (Allgäu)); † Anfang 1526 bei Bregenz) war ein Bauernführer während des Deutschen Bauernkriegs von 1525 und Anführer des Allgäuer Haufens.

## Leben und Wirken
Erstmals trat Schmid bei Verhandlungen vom 9. bis 13. Januar 1525 in Obergünzburg in Erscheinung, als er dem Fürstabt Sebastian von Breitenstein die Beschwerden der Kemptener Bauern überbrachte. Auf seine Initiative hin kamen am 23. Januar 1525 Vertreter der 27 Pfarreien in Leubas zusammen, ein notariell beglaubigtes Schreiben wurde an den Vorsitzenden des Schwäbischen Bundes übergeben, und Schmid ließ sich zur rechtlichen Absicherung ein Gutachten der Universität Tübingen ausstellen.
Im Juli 1525 kam es zur Kanonade an der Leubas: etwa 12 000 Bauern verschanzten sich am Malstatt-Hügel bei Leubas, doch nach dreitägigen Gefechten löste sich der Haufen auf. Der Truchsess Georg III. von Waldburg ließ daraufhin zahlreiche Höfe niederbrennen und enthauptete 18 Rädelsführer. Danach flüchtete Schmid nach Vorarlberg, wurde jedoch gefasst, verhört und Anfang 1526 bei Bregenz hingerichtet.

## Rezeption
Moderne Darstellungen sehen Schmid als einen radikalen, aber auch intelligenten Anführer der Bauernbewegung. Im Rahmen des 500-Jahr-Jubiläums des Bauernkriegs fand am 14. Mai 2025 im Kempten-Museum eine szenische Lesung anhand authentischer Verhörakten statt.